# NGC 6351
NGC 6351 (другие обозначения — MCG 6-38-17, PGC 60063) — галактика в созвездии Геркулес.
Этот объект входит в число перечисленных в оригинальной редакции «Нового общего каталога».